# Gérard Fortuné
Gérard Fortuné (1925, Montagne-Noire, Pétion-Ville - 8 décembre 2019, Montagne-Noire), est un peintre haïtien vaudou.

## Biographie
Gérard Fortuné naît en 1924, 1925 ou 1933 à Montagne-Noire, un quartier de Pétion-Ville dans la banlieue de Port-au-Prince. Il peint sur des matériaux de récupération, en autodidacte puis sous l'inspiration d'André Pierre et d'Hector Hyppolite.
Ses tableaux peuvent se ranger selon trois catégories ou thématiques : les natures mortes et scènes de genre, les scènes religieuses vaudou ou chrétiennes, et les portraits de personnalités politiques,.

## Expositions
- 2007, Peintures haïtiennes d’inspiration vaudou, Musée d'Aquitaine de Bordeaux, musée d’archéologie, d’histoire et d’ethnographie, du 10 mai au 30 novembre 2007[5]
- 2014, Exposition solo, Galerie Monnin, Laboule, Haïti.
- 2020, Hommage à Gérard Fortuné, en partenariat avec Galerie Monnin, Fondation Culture Création, Galerie El-Saieh, Galerie Flamboyant, Le Centre d’Art, Port-au-Prince, Haïti.

## Présence dans les musées et collections publiques
- Huntington Museum of Art[6]

## Filmographie
- Arnold Antonin, Gérard Fortuné – le dernier des naïfs, 2015[7]